# مشتر حار

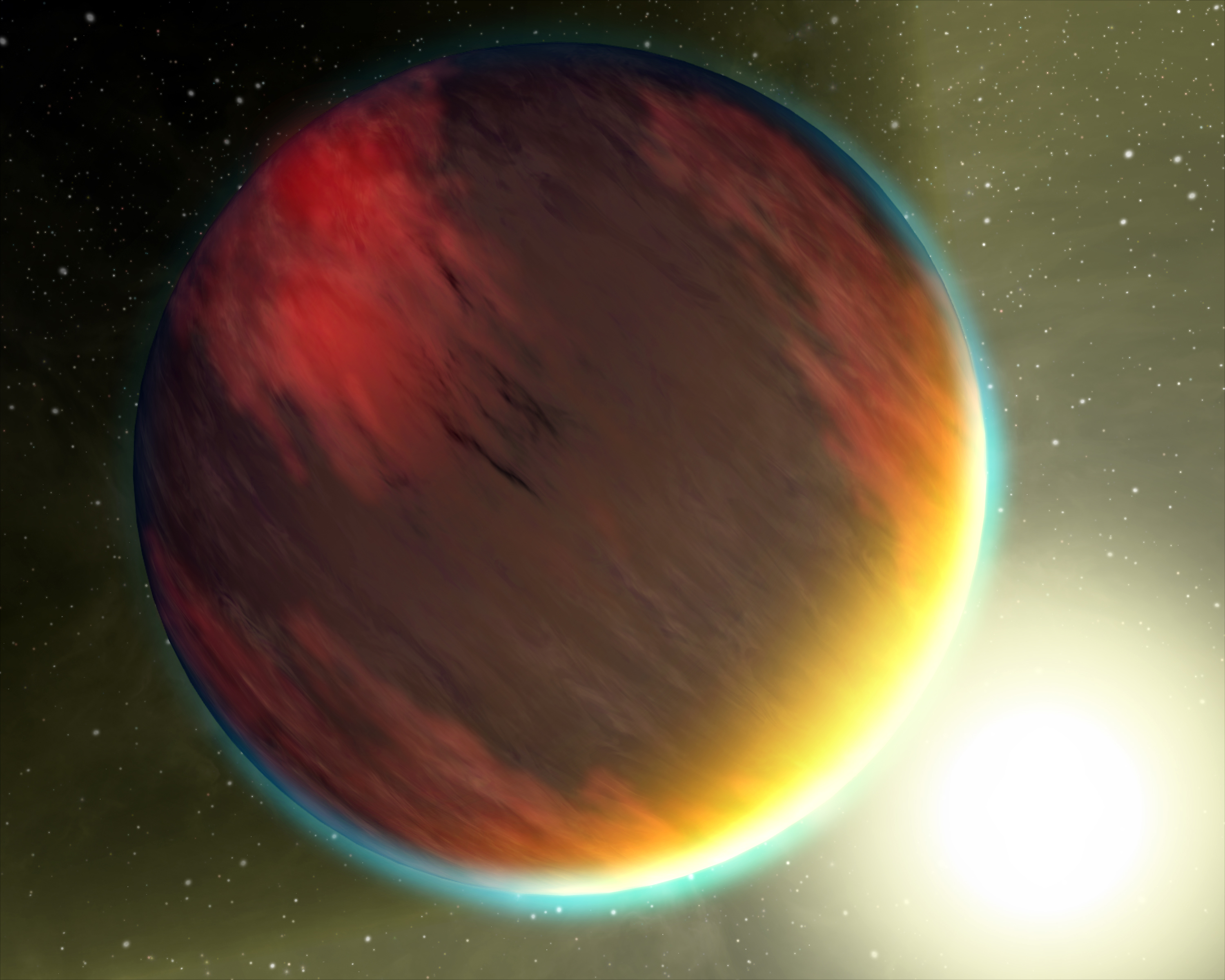
رسم تخيلي لمشترٍ حار

المشتري الحار (بالإنجليزية: Hot Jupiter)‏ هو فئة من الكواكب العملاقة الغازية غير الشمسية، ويُشار إليه على أنه شبيه بالمشتري من حيث الشكل لكن دوره المداري قصير جدًا (بِأصغر من عشرة أيّام). وقد أُطلق لقب «المشتريات الحارة» على هذا النوع من الكواكب بسبب قربها الكبير من نجومها وارتفاع درجة حرارة غلافها الجوي السطحي.
تُعد المشتريات الحارة من أكثر الكواكب غير الشمسية التي يمكن اكتشافها من خلال طريقة السرعة الشعاعية، لأنها تسبب تذبذبات كبيرة نسبيًا في حركة نجومها الأم وهي سريعة إذ ما قورنت بالأنواع المعروفة الأخرى من الكواكب. ويعد كوكب 51 الفرس الأعظم b واحدًا من أكثر الكواكب المعروفة بوصفه مشتريًا حارًا، وقد اكتُشف عام 1995، وكان أوّل كوكب مُكتشف غير شمسي يدور حول نجم شبيه بالشمس. يبلغ الدور المداري للكوكب 51 الفرس الأعظم b أربعة أيام.

## الخصائص العامة
على الرغم من وجود اختلافات بين المشتريات الحارة، إلّا أنها تتشارك في بعض الخصائص.
- إنّ الخصائص التي تعرّف الكواكب من هذا النوع هي كتلها الكبيرة وأدوارها المدارية القصيرة، إذ تتراوح كتلها بين 0.36-11.8 من كتلة المشتري وأدوارها المدارية ما بين 1.3-111 يوم أرضي. لا يمكن أن تتجاوز كتلة هذا الكواكب 13.6 تقريبًا من كتلة المشتري وإلّا ستحرق الديوتيريوم وتتحول إلى أقزام بنية.[3][4]
- تدور معظم هذه الكواكب في مدارات شبه دائرية (انحرافاتها المدارية صغيرة). ويُعتقد أنّ مداراتها تأخذ الشكل الدائري بسبب الاضطرابات الناتجة عن النجوم القريبة وبسبب القوى المديّة. يعتمد بقاؤها في مدارات دائرية لفترات طويلة من الزمن أو اصطدامها بنجومها المضيفة على الترابط بين تطورها الفيزيائي والمداري، والذي يرتبط بتبدد الطاقة والتشوه المدي.[5][6]
- تنخفض كثافة الكثير من هذه الكواكب بشكل غير اعتيادي. قيست الكثافة الأقل حتى الآن للكوكب TrES-4 وبلغت 0.222 غرام/سنتيمتر مكعب. لم يُفهم تمامًا حتى الآن امتلاك المشتريات الحارة نصف قطر كبير، لكن يُعتقد أنّ أغلفتها المتوسعة يُمكن أن تُعزى إلى الإشعاع النجمي الكبير، والعتامة العالية للغلاف الجوي، ومصادر الطاقة الداخلية المحتملة، ومداراتها القريبة من نجومها بشكل كافٍ لتتجاوز الطبقات الخارجية لهذه الكواكب حد روش الخاص بها مما يؤدي لسحبها إلى الخارج.[7][8][9]
- عادة ما تكون هذه الكواكب مقيدة مديًا، وفي هذه الحالة يواجه جانب واحد من الكوكب نجمه المضيف.
- من المحتمل أن تكون أغلفتها الجوية متطرفة وشاذة بسبب أدوارها المدارية القصيرة، وأيامها الطويلة نسبيًا، وتقييدها المدّي. تتنبأ النماذج الديناميكية للغلاف الجوي بطبقات عمودية نشطة بالإضافة إلى رياح شديدة ومقذوفات استوائية تدور بسرعة شديدة مدفوعة من قِبل التأثير الإشعاعي وانتقال الحرارة والزخم. من المتوقع أنّ الفرق بين درجات الحرارة في طبقة الفوتوسفير كبير بين الليل والنهار، ويُقدر الفرق بحوالي 500 كلفن في النموذج الذي يعتمد على الكوكب غير الشمسي HD 209458 b.[10][11]
- من الظاهر أنّ هذه الكواكب شائعة الوجود حول النجوم من النوع F وG وأقل شيوعًا حول النجوم من نوع K. من النادر جدًا وجود المشتريات الحارة حول الأقزام الحمراء. يجب أن تأخذ التعميمات المرتبطة بتوزيع هذه الكواكب بعين الاعتبار التحيزات الرصدية المختلفة، ولكن في العموم يتناقص انتشارها أسّيًا عندما اعتبارها دالة منسوبة للقدر المطلق النجمي.[12][13]

## التشكّل والتطور
نجد بشكل عام عند التفكير فيما يتعلق بأصل المشتريات الحارة وجهتي نظر: التشكّل بعد عملية الهجرة الداخلية بمسافة بمعينة، والتشكل في مكانها الأصلي على نفس المسافات المرصودة فيها حاليًا. ولكن وجهة النظر السائدة حاليًا هي التشكّل عن طريق الهجرة المدارية.